# Martha Dönhoff
Anna Martha Dönhoff (* 21. Januar 1875 in Witten; † 5. Mai 1955 in Langendreer, Bochum) war eine deutsche Frauenrechtlerin und liberale Politikerin.

## Leben
Dönhoff war Tochter des Brauereibesitzers Wilhelm Dönhoff und dessen Frau Sophie, geb. Schulze-Herringen. Noch vor ihrer Geburt starb ihr Vater. Nach der Volksschule und höheren Mädchenschule machte Dönhoff keine Berufsausbildung, sondern betreute die Kinder ihrer Geschwister. Durch die Bekanntschaft zu Ika Freudenberg kam sie in Kontakt mit der bürgerlichen Frauenbewegung. Durch diese beeinflusst baute Dönhoff in Witten ab 1902 den Verein Frauenwohl auf. Auch überregional war sie in der Frauenbewegung aktiv. Dönhoff wurde im Jahr 1911 zur ersten Vorsitzenden des Rheinisch-Westfälischen Frauenverbandes gewählt. In Witten betrieb der Verband unter ihrer Leitung eine Berufs- und Ausbildungsberatungsstelle für Mädchen und Frauen.
Zwischen 1919 und 1921 war Dönhoff Mitglied der verfassunggebenden preußischen Landesversammlung als Mitglied der DDP. Danach war sie bis 1932 Mitglied des preußischen Landtages. In ihrer Partei war sie von 1922 bis 1932 Vorsitzende des Reichsfrauenausschusses. Sie setzte sich vor allem für eine überkonfessionelle und überparteiliche Zusammenarbeit bei Frauenfragen ein. Außerdem förderte sie die Bildungsarbeit für Frauen und widmete sich der Jugendarbeit. Von 1931 bis 1933 war sie Vorsitzende des Lette-Vereins.
Während der Zeit des Nationalsozialismus zog sich Dönhoff aus dem öffentlichen Leben zurück. Im Jahr 1947 trat sie der FDP bei, übernahm aber aus Altersgründen kein politisches Amt mehr.
Unterlagen zu ihrer politischen Tätigkeit liegen im Archiv des Liberalismus der Friedrich-Naumann-Stiftung für die Freiheit in Gummersbach.